# Histeromorphus carinatus
Histeromorphus carinatus – gatunek chrząszcza z rodziny czarnuchowatych i podrodziny Pimeliinae.

## Taksonomia
Gatunek ten opisany został po raz pierwszy w 2014 roku przez Luboša Purcharta na łamach „Acta Entomologica Musei Nationalis Pragae”. Jako lokalizację typową wskazano wschodnie okolice Suq na jemeńskiej wyspie Sokotra.

## Morfologia
Chrząszcz o szeroko-owalnym ciele długości od 7,1 do 8,3 mm i szerokości od 5 do 6,2 mm, matowym, czarno ubarwionym. Grubo i gęsto punktowana głowa ma pionowo rozciągnięte i wąskie oczy, delikatnie punktowany nadustek o lekko falistej krawędzi przedniej i tylko lekko po bokach zaznaczony szew czołowo-nadustkowy. Znacznie szersze niż dłuższe, najszersze u podstawy przedplecze ma prawie proste kąty przednie, zaokrąglone brzegi boczne, rozwarte kąty tylne i drobno punktowaną powierzchnię.  Tarczka jest od zewnątrz niewidoczna. Szerokie pokrywy mają szeroko zaokrąglone boki oraz opatrzoną mocno rozproszonymi, bardzo małymi i płytkimi punktami powierzchnię. Epipleury oddzielone są na całej długości krawędziami od wierzchu pokryw. Spód tułowia i odwłoka jest nagi, gładki, niepunktowany. Odnóża wszystkich par mają w wewnętrznych kątach goleni dwa duże kolce. Przednia para odnóży ma wyraźnie maczugowate uda z tylną krawędzią na całej długości grzbietowej strony opatrzoną szeregiem długich, żółtych szczecinek, a przednią krawędzią na całej długości tworzącą ostry kil. Genitalia samca mają prawie równoległe i na szczycie gwałtownie zwężone boki wierzchołkowego płata tegmenu, rozszerzony ku podstawie nasadowy płat edeagusa i prosty przez nasadowe ⅔, a dalej zakrzywiony środkowy płat edeagusa.

## Ekologia i występowanie
Owad ten zasiedla piaskowe wydmy terenów pustynnych.
Gatunek palearktyczny, endemiczny dla jemeńskiego archipelagu Sokotra. Znany tylko z kilku stanowisk na północnym wybrzeżu Sokotry.